# 馬利亞索
馬利亞索是瑞士的城鎮，位於該國南部，由提契諾州負責管轄，面積1.09平方公里，海拔高度287米，2011年人口1,450，七成人口信奉羅馬天主教，人口密度每平方公里1330人。

## 外部連結
- Inventory of Cultural Heritage - Castello di San Giorgio （意大利文）